# Rómulo Betancourt y Torres
Rómulo Betancourt y Torres (* 16. Februar 1858 in Irapuato, Guanajuato, Mexiko; † 21. Oktober 1901 in Mérida, Yucatán) war ein mexikanischer Geistlicher und Bischof von Campeche.

## Leben
Rómulo Betancourt y Torres wurde am 21. September 1884 zum Diakon geweiht. Am 27. September 1885 empfing er das Sakrament der Priesterweihe.
Am 31. August 1900 ernannte ihn Papst Leo XIII. zum Bischof von Campeche. Der Erzbischof von Michoacán, Atenógenes Silva y Álvarez Tostado, spendete ihm am 30. November desselben Jahres die Bischofsweihe; Mitkonsekratoren waren der Bischof von Querétaro, Rafael Sabás Camacho y García, und der Bischof von Cuernavaca, Francisco Plancarte y Navarrette. Die Amtseinführung erfolgte am 20. Dezember 1900.
Am 21. Oktober 1901 starb er in Mérida an den Folgen von Malaria.